# قبة عالي
قبة عالي (بالفارسية: گنبد عالی) هي قبة تاريخية تعود إلى الدولة السلجوقية، وتقع في مقاطعة أبركوه.